# Уба-Форпост
Уба́-Форпо́ст (каз. Уба-Форпост) — село у складі Бородуліхинського району Абайської області Казахстану. Входить до складу Красноярського сільського округу.
Населення — 136 осіб (2021; 269 у 2009, 482 у 1999, 883 у 1989).
Національний склад станом на 1989 рік:
- росіяни — 43 %
- казахи — 38 %